# Świat Komiksu
Świat Komiksu – polskie czasopismo komiksowe wydawane przez Egmont. 
Magazyn ukazywał się od maja 1998 - początkowo jako miesięcznik, później dwumiesięcznik. W lipcu 2005 wyszedł ostatni, 38 numer czasopisma. 
Poza publicystyką i recenzjami magazyn zawierał komiksy francuskie i angielskie m.in.: Armada, Iznogud, Sin City, Yans. Część z publikowanych albumów pojawiła się później w Klubie Świata Komiksu.